# Arcplan (Software)
Arcplan (Eigenschreibweise arcplan) ist eine Software für Business Intelligence, Budgetierung, Planung & Forecasting (BP&F), Analytics und Collaborative BI. Es handelt sich um eine Weiterentwicklung der Unternehmenssoftware inSight und dynaSight des deutschen Herstellers arcplan Information Services GmbH, nach der Fusion mit Longview Solutions aus Kanada heute Longview Europe GmbH. Im Herbst 2018 wurde die aktuelle Version 10.3 veröffentlicht – sie ist wie auch die Vorgängerversionen in einer 32- und einer 64-Bit-Version verfügbar. Die aktuell verfügbare Client-Technologie ist html5-basiert, es sind auch noch Java- und .Net-Clients verfügbar, die jedoch nicht mehr weiterentwickelt werden.
Vor dem Zusammenschluss mit Longview Solutions wurde das Unternehmen in Deutschland von den Geschäftsführern Roland Hölscher und Steffen Weissbarth geführt.
Die Software unterstützt Nutzer besonders auf dem Gebiet der Business Intelligence (BI), welches gebündelte Verfahren zur Sammlung, Auswertung und Darstellung von Daten in elektronischer Form umfasst. Weiterhin können Prozesse der Unternehmensplanung und der Entscheidungsfindung mittels Datenanalyse mit dieser Software umgesetzt werden. Arcplan wird bevorzugt in mittelständischen Unternehmen und größeren Konzernen eingesetzt. Auch öffentlich-rechtliche Institutionen greifen darauf zurück. Eine Besonderheit im Business-Intelligence-Umfeld ist, dass die meisten Schnittstellen rückschreibfähig sind, d. h. eine direkte Dateneingabe über das Webfrontend möglich ist.
In Deutschland wird Arcplan von der Longview Europe GmbH (Langenfeld, Nordrhein-Westfalen) entwickelt, vertrieben und betreut.

## Geschichte und Entwicklung
Arcplan ging im Jahr 1993 in Düsseldorf aus der Client-Server basierten Software inSight hervor. Als Gründerväter gelten die Brüder Udo Wollschläger und Frank Hagedorn (beide Physiker) sowie der Mathematiker Hartmut Krins und der Chemiker Bernd Fröhlich. Die Softwareentwicklung erfolgte zunächst durch die Physiker Udo Wollschläger, Frank Hagedorn und Svend Dunkhorst. Mit 40 % war damals die Lindner Hotelgruppe der größte Kapitalgeber, während die übrigen Anteile von den Unternehmensgründern gehalten wurden. 2005 erfolgte der Verkauf des Unternehmens an die Viewpoint Capital Partners GmbH aus Frankfurt am Main. Im März 2015 wird Arcplan dann an Marlin Equity Partners verkauft und mit deren Portfolio-Unternehmen Longview Solutions fusioniert.
inSight verfügte über eine Entwicklungsumgebung, die ein variables Redaktionsprinzip widerspiegelte. Über dieses Redaktionsprinzip konnten Anwender ohne Programmierkenntnisse individuelle Berichte per Drag and Drop erstellen. Das Redaktionsprinzip im Allgemeinen und die Drag & Drop–Berichterstellung im Besonderen galt damals gegenüber Wettbewerbern als Innovation.
Anfang der 90er Jahre war inSight eines der ersten Programme, die auf SAP-Daten für Reporting und Analyse zugreifen konnte.
1996 ging inSight als Entwicklungsumgebung in die webserver-basierte Weiterentwicklung dynaSight ein. DynaSight war eine der ersten Softwarelösungen zur einheitlichen Unternehmenssteuerung. Sie ermöglichte den Zugriff auf betriebswirtschaftliche Anwendungen mithilfe eines Java-fähigen Browsers.
Nach der Weiterentwicklung von dynaSight zur Business-Intelligence-Plattform erfolgte im März 2006 die Umbenennung von dynaSight (Version 4.1) auf Arcplan Enterprise (Version 5.0). Seit September 2013 ist die Business-Intelligence-Plattform als arcplan 8 mit drei Komponenten für unterschiedliche Anwendungsgebiete verfügbar. Seit der Veröffentlichung von Version 8 wird HTML5 unterstützt; darüber hinaus wurde der Zugriff über mobile Endgeräte durch Implementierung eines Responsive Designs vereinfacht.
Arcplan hatte vor der Fusion Standorte in Deutschland, USA, der Schweiz und Singapur. Arcplan-Reseller waren in der Volksrepublik China, Korea, Chile, Finnland, Singapur und Russland ansässig. Weltweit beschäftigte das Unternehmen vor der Fusion etwa 100 Mitarbeiter.

## Anwendungsbereiche
Die Software bedient die klassischen Anforderungen an eine Business-Intelligence-Anwendung und bietet, je nach Paket, verschiedene Zusatzfunktionen. Die integrierte Plattform für Reporting und Planung wird vom IT-Marktforschungsdienstleister Gartner Inc. als wesentliches Alleinstellungsmerkmal eingeschätzt.

### Anwendungsgebiete (Auswahl)
- OLAP (Online Analytical Processing)
- Betriebliches Berichtswesen (Reporting)
- Berichtsbögen (Balanced Scorecards)
- Budgetierung
- Risikomanagement
- Analytics
- Planung und Forecasting

Das Marktforschungsunternehmen BARC hat Arcplan in seiner regelmäßigen Marktstudie The BI Survey als Software für mittlere Arbeitsgruppen bewertet und in 8 Vergleichsgruppen als führend herausgestellt.

## Datenquellen
Die Software greift auf folgende Datenquellen zurück.
- SAP R/3
- SAP Business Information Warehouse (BW)
- SAP BW BAPI
- SAP BW-IP
- SAP HANA
- SAP Query – Data Extractor
- Oracle DBMS
- Oracle Essbase
- Oracle OLAP Server
- Oracle Enterprise
- Oracle Financial Management (vormals Hyperion Financial Management)
- IBM Db2 & Cubing Services
- IBM Cognos TM1
- Infor (PM OLAP Server, former MIS ALEA)
- Kognitio (Virtual Cubes/Pablo)
- Longview 7
- Microsoft (MS SQL Server – Analysis Services)
- MIK (MIK OLAP)
- Paris Technologies (PowerOLAP)
- Simba Technologies (MDX Provider für Oracle OLAP)
- Software AG (Adabas)
- R (Programmiersprache)
- Teradata (Teradata RDBMS, Teradata OLAP Connector)
- ODBC-, OLE DB-, XMLA-, XML- oder jeder Webservice/SOA mit offener API.[6]

## Partner
Arcplan verfügt über ein großes Partnernetzwerk, es wird unterschieden zwischen Implementierungspartnern und Partnern, die eigene Software-Lösungen (OEM) mit Arcplan entwickelt haben.

## Verbreitung
Arcplan wird heute weltweit von etwa 3.200 Unternehmen eingesetzt. Zusätzlich findet die Software in zahlreichen öffentlich-rechtlichen Institutionen Verwendung, unter anderem bei der Schweizerischen Post AG, der kommunalen Datenverarbeitungszentrale von Frechen (KDVZ Frechen) und der Bank von Chile (Banco Central de Chile). Ferner werden OEM-Lösungen sowohl bei KMU's (Ritter Sport, Anker Teppichboden) wie auch bei großen deutschen und internationalen Konzernen eingesetzt, wie z. B. bei der Deutschen Post DHL, der Salzgitter AG oder Phoenix Mecano AG in der Schweiz.